# Нивки (зупинний пункт, Білоруська залізниця)
Ни́вки (біл. Ні́ўкі) — пасажирський залізничний зупинний пункт Мінського відділення Білоруської залізниці на лінії Полоцьк — Молодечно між станцією Княгинин (5 км) та зупинним пунктом Страж (4,3 км). Розташований за 0,5 км на південний схід від однойменного села Нивки Мядельського району Мінської області.

## Пасажирське сполучення
Приміське сполучення здійснюється поїздами регіональних ліній економкласу до станцій Крулевщизна, Молодечно, Полоцьк.